# River Lavant
Der River Lavant ist ein saisonaler (oft sommertrockener) Bachlauf in den South Downs von West Sussex. Er entspringt in einem Teich in East Dean. Von dort fließt er durch Singleton,  West Dean, Binderton und Lavant nach Chichester. Seine alte Mündung lag bei Pagham, er wurde jedoch in römischer Zeit umgeleitet, um die Befestigung der Stadt zu verstärken. Seine heutige Mündung befindet sich im Hafen von Chichester.